# ویلینگیلی (آب‌سنگ حلقوی آدو)
ویلینگیلی (انگلیسی: Villingili) جزیره‌ای در آب‌سنگ حلقوی آدو در مالدیو است. این جزیره به دلیل داشتن کوه ویلینگیلی، بالاترین ارتفاع طبیعی در مالدیو شناخته می‌شود. ارتفاع این کوه ۵٫۱ متر (۱۷ فوت) است. بالاترین نقطه شناخته‌شده قبلی در آب‌سنگ حلقوی آدو تنها ۲٫۴ متر (۷ فوت و ۱۰ اینچ) بالاتر از سطح دریا قرار دارد.